# Garanties d'origine de l'électricité en France
Les garanties d'origine sont des documents électroniques créés en 2002 pour attester de l’origine renouvelable d’électricité par une installation donnée pour une période donnée. Elles devaient aussi apporter un revenu complémentaire permettant le développement des énergies renouvelables.
Ces documents, émis par un producteur d'électricité ou par un État, peuvent être échangés sur un marché géré, pour la France à partir de 2013, par Powernext - EEX.
Ce marché démarre avec de faibles quantités de garanties d'origine jusqu'en 2017, avant d'augmenter brusquement (autour de 20 millions en 2019), alors que les prix se maintiennent à moins de 0,20 €. Des changements structurels du marché en 2021, auxquels se sont ajoutés les conséquences de la guerre en Ukraine, des aléas climatiques et une importante augmentation de la demande, amènent une forte hausse des prix en 2021 et 2022 (jusqu'à 10 € fin 2022). En 2023, un volume conséquent de garanties d'origine sur le marché (environ 75 millions) entraîne une baisse des prix aux alentours de 3,25 € au début de 2024.
En septembre 2023, la Commission de régulation de l'énergie considère cependant que l'instabilité du marché l'empêchait de jouer un rôle suffisamment incitatif pour le développement des énergies renouvelables.
Depuis novembre 2023, elles peuvent être émises pour certifier l’origine d’un volume d'électricité, qu’il soit renouvelable ou issu de combustibles fossiles ou nucléaire.

## Introduction des garanties d'origine dans la législation
L'historique est fourni par l’Association of Issuing Body (AIB).
L'AIB développe, utilise et promeut un système européen standardisé de certificats d'énergie — European Energy Certificate System (EECS) —. Chaque certificat, identifié de manière unique et commercialisable, contient une information standardisée sur la source et la méthode de production de l'énergie, gaz ou électricité.
La liste des membres de l'AIB montre que le marché des garanties d'origine est apparu dès 2001 et que des acteurs français y ont participé à partir de 2002.
Cependant, c'est la directive 2009/28/CE de l'Union européenne du 23 avril 2009 relative à la promotion de l’utilisation d’énergie produite à partir de sources renouvelables qui introduit dans son article 15 les « garanties d'origine de l'électricité » aux fins de démontrer aux clients finals la part ou la quantité d'énergie produite à partir de sources renouvelables d’un fournisseur.
Ces garanties d'origine sont émises à la demande d'un producteur d'électricité utilisant des sources d’énergie renouvelables et elles vérifient les propriétés suivantes :
- une garantie d’origine correspond à une production de 1 MWh;
- les garanties d’origine sont "annulées", terme consacré, quand la quantité correspondante d'énergie produite a été consommée ou au plus tard dans une limite de douze mois ;
- une garantie d'origine peut être vendue couplée ou non avec la quantité d'électricité correspondante ;
- une garantie d’origine doit préciser un certain nombre d’informations, telles que l'identification du demandeur, l'identification de l'installation, les références du contrat d'achat ou du complément de rémunération, etc. ;
- les États membres reconnaissent les garanties d’origine émises par d’autres États membres ;
- les États membres gèrent eux-mêmes ou désignent un organisme chargé de gérer les garanties d'origine.

En France, par l'arrêté du 19 décembre 2012, le ministère de l'énergie désigne Powernext - devenu European Energy eXchange (EEX AG) le 1er janvier 2020 - comme le titulaire du Registre national des garanties d'origine en France de 2013 à 2018. Les arrêtés du 24 août 2018 puis du 4 août 2023 prolongent EEX AG dans ce rôle jusqu'en octobre 2028. EEX est membre de l' Association of Issuing Body pour la France.
Le régime des garanties d’origine est introduit dès 2011 dans le Code de l'énergie aux articles L.314-14 et suivants. Il y était stipulé que les acheteurs obligés, Électricité de France (EDF) et les entreprises locales de distribution (ELD) recevaient les garanties d'origine en lieu et place des producteurs bénéficiant de contrats d'obligation d'achat. L’obtention de ces garanties, qui diminuait leurs droits à être compensés au titre des charges de service public (article 121-24), était peu usitée du fait que ces acheteurs obligés devaient payer les frais d’émission, de transfert et d’annulation des garanties d’origine.
Dans le cas du complément de rémunération, EDF était chargé du versement du complément de rémunération et ne se subrogeait pas au producteur dans son droit à bénéficier des garanties d’origine. Par ailleurs, l’article R. 314-32 prévoyait que le producteur renonçait à la valorisation des garanties d’origine pour bénéficier du complément de rémunération.

## Fonctionnement du marché des garanties d'origine
Lors de son émission, la garantie d'origine est inscrite sur le registre géré par EEX qui indique le nom de l’installation associée, la source d’énergie primaire de l’installation, le mois de production, la puissance d’injection de l’installation, l’éventuel bénéfice d’une aide publique, la date de mise en service de l’installation, la date d’émission de la garanties d'origine et la localisation géographique de l’installation.
Une garantie d'origine peut être émise jusqu’à cinq mois après la fin de son mois de production et est valable pendant 12 mois après ce mois de production. Une fois ce délai expiré, la garantie d'origine ne peut plus être annulée ou transférée.
Il est possible de vendre et de transférer des garanties d'origine au sein du registre national d’un titulaire de compte à un autre. EEX étant membre de l’Association of Issuing Body (AIB), ses titulaires de compte peuvent donc importer et exporter des garanties d'origine depuis et vers les états membres de l’Union européenne et certains états tiers dans les conditions déterminées par les dispositions de l’article L.311-22 du Code de l’énergie.

### Le registre français des garanties d'origine
La liste des titulaires de comptes enregistrés au registre français des garanties d'origine comptait 155 inscrits en octobre 2023, dont au moins 46 qui participaient aux enchères depuis 2019.

### Mise aux enchères des garanties d'origine des installations soutenues par l’État
Toutes les installations de production d’électricité à partir de sources renouvelables et qui bénéficient d’un mécanisme de soutien public, obligation d’achat ou complément de rémunération, sont inscrites depuis 2019 sur le registre des garanties d'origine et les prix d'achat des garanties d’origine abondent le compte de l’État. La vente de ces garanties d'origine est effectuée dans le cadre d’une enchère, actuellement mensuelle, organisée par la plateforme EEX, en général trois mois après la période de production visée. La première enchère a lieu en septembre 2019⅚.
Les garanties d'origine sont regroupées par lots selon leur région administrative et la source d’énergie de la production dont elles sont issues. Les acheteurs soumettent des ordres pour des couples région/technologie. L’allocation des lots mis aux enchères se fait suivant une logique de « pay-as-bid », c’est-à-dire que l'acheteur paie le prix qu’il a proposé si son offre est retenue.

### Garanties d’origine émises à la demande de l’exploitant d’une installation
Les garanties d’origine émises à la demande de l’exploitant d’une installation ne bénéficiant pas de soutien public peuvent être vendues par l'exploitant indépendamment de l’électricité qui y est associée.
Typiquement, un producteur ayant signé un contrat de fourniture d'électricité en gré à gré avec un consommateur et ne bénéficiant pas du mécanisme de soutien peut soit transférer ses garanties d’origine au consommateur, soit les échanger sur le marché des garanties d’origine afin d’en tirer un revenu complémentaire.
Les nouvelles installations de production d'électricité à base de renouvelables peuvent aussi vendre des garanties d'origine en anticipé afin de faciliter leur projet.

### Annulation des garanties d'origine
Les garanties d'origine sont annulées par EEX pour certifier que la quantité d’électricité d’origine renouvelable couverte par ces garanties, et depuis 2021 d'origine primaire, a été consommée. Depuis janvier 2021, la garantie d'origine émise pour un mois donné pour une installation donnée doit correspondre à la production d'électricité du même mois de cette installation.
Les informations contenues dans le registre permettent aux consommateurs d’obtenir des précisions quant aux caractéristiques de l’offre "verte" à laquelle ils ont souscrit, ainsi qu'aux informations portées par les garanties d'origine annulées par son fournisseur via le site du Médiateur national de l’énergie (MNE).

## Vue d'ensemble du marché des garanties d'origine de 2001 à 2023
Les chiffres fournis par AIBpermettent de constater l'augmentation des émissions et des transactions des garanties d'origine depuis 2001.
Cette figure présente les garanties d'origine par rapport à la production de l'électricité :
- le nombre de garanties d'origine qui auraient pu être émises par les producteurs correspond à la quantité de MWh d’électricité produite.

Ce nombre de garanties d'origine, pouvant être émises en décalé de plusieurs mois en avance ou en retard par rapport à la production d'électricité, donne une indication de leur nombre sur le marché pour une année donnée ;
- le nombre de garanties d'origine émises et annulées par les producteurs par année,

et par rapport à leurs dates d'émission, de transfert ou d'annulation :
- le nombre de garanties d'origine émises indépendamment de la production d'électricité ;
- le nombre de garanties d'origine transférées entre acteurs du marché des garanties d'origine ;
- le nombre d'annulation de garanties d'origine transférées.

## Un démarrage lent du marché avec des prix bas jusqu'en 2020
Les premières années de fonctionnement du marché européen des garanties d’origine renouvelable ont été marquées par une surabondance de l’offre par rapport à la demande. La production du parc renouvelable existant, en particulier hydraulique dans des pays comme la Norvège ou la France, était bien supérieure à la demande de garanties d’origine par les consommateurs. Le prix des garanties d’origine est donc resté très bas pendant près d’une dizaine d’années, contrairement aux attentes. En effet, cette offre faible était censée donner plus de valeur à la garantie d’origine et in fine fournir un revenu supplémentaire substantiel au producteur lui permettant de développer davantage de projets de production d’électricité à partir d’énergies renouvelables.
En plus, de manière générale, les prix des garanties d’origine étaient très variables selon, d’une part, l’origine de l’électricité qui leur était associée, hydraulique, éolienne, solaire, et, d’autre part, l’appétence des consommateurs de chaque État membre de l'Union Européenne. Ainsi, une garantie d’origine hydroélectrique norvégienne valait entre 0 et 0,5 € en 2016-2017 tandis qu’une garantie d’origine hollandaise valait quant à elle entre 2,5 € et 3 € sur la même période.
La loi n° 2017-227 du 24 février 2017 supprime, pour les producteurs bénéficiant d’un dispositif de soutien, la possibilité d’utiliser des garanties d’origine pour éviter que le consommateur ne paye l’électricité d’origine renouvelable une première fois à travers les taxes alimentant le compte d’affectation spéciale « Transition énergétique » de l’État et une deuxième fois à travers les offres de fourniture d’électricité dites « vertes », ainsi que pour encourager le développement de nouvelles capacités renouvelables exclusivement à partir du marché.
Presque deux ans plus tard, cependant, la directive UE 2018/2001 du 11 décembre 2018 autorise dans son article 19 la délivrance des garanties d'origine de l'énergie produite à partir de sources renouvelables pour les producteurs bénéficiant d'un régime d'aide financière lorsque le soutien est accordé à la suite d'une procédure de mise en concurrence, ou lorsque la valeur de marché est prise en compte dans le niveau du soutien, ou enfin lorsque ces garanties sont octroyées à un fournisseur ou un consommateur ayant acheté de l'énergie produite à partir de sources renouvelables dans une configuration concurrentielle ou par un accord d'achat à long terme d'électricité renouvelable.
Cette directive stipule aussi dans ce même article que :
- alinéa 2 : « Les États membres peuvent prévoir que des garanties d'origine soient émises pour des énergies produites à partir de sources non renouvelables ». L'alinéa 7 laisse entendre que ceci concerne le gaz, hydrogène y compris ;
- alinéa 11 : « les États membres ne reconnaissent pas les garanties d'origine émises par un pays tiers, sauf en cas de reconnaissance mutuelle des garanties d'origine ou de dispositions similaires ».

La directive UE 2019/944 du 5 juin 2019 prévoit des obligations de communication sur les sources d’énergie que les fournisseurs doivent préciser dans leurs factures, notamment la contribution de chaque source d’énergie ainsi que leur impact environnemental (émissions de CO2, déchets radioactifs).
La demande en garanties d’origine en augmentation constante depuis 2016 se poursuivait en 2020, malgré le ralentissement de l’activité économique, et donc de la consommation énergétique, dû à la pandémie de Covid-19 car de plus en plus d’entreprises se tournaient vers la consommation d’électricité renouvelable.

## Des changements structurels pour le marché - période 2019 à 2023

### Enchères de garanties d'origine pour le compte de l'État - Prise en compte de l'autoconsommation
Les articles L314-14 et suivants du Code de l'énergie relatifs aux garanties d'origine, version du 10 novembre 2019, stipulent que :
- des garanties d'origine seront accordées sur demande aux producteurs non raccordés au réseau et aux auto-consommateurs d'électricité d'origine renouvelable ou par cogénération, puis annulées immédiatement afin d'attester de l'origine de l'électricité auto-consommée ;
- l'électricité produite à partir de sources renouvelables ou de cogénération et pour laquelle une garantie d'origine a été émise par le producteur ne peut ouvrir droit au bénéfice de l'obligation d'achat ou du complément, sous peine d'encourir une résiliation immédiate des contrats de soutien et une mise en recouvrement par l'État des sommes versées ;
- les installations de plus de 100 kW bénéficiant de contrats de soutien sont inscrites sur le registre tenu par EEX AG. Si le producteur n'en a pas fait la demande dans les délais voulus, elles sont inscrites au bénéfice de l'État ;
- les communes ou groupements de communes sur le territoire desquels est implantée une installation de production peuvent bénéficier à titre gratuit de tout ou partie des garanties d'origine de cette installation afin d'attester de l'origine locale et renouvelable de leur propre consommation d'électricité. Ces garanties d'origine ne peuvent être vendues.

### Des garanties d'origine liées au mois de la production électrique - Traçabilité intégrale de la production
Jusqu'au 1er janvier 2021 en France, les revendeurs de garanties d'origine pouvaient acheter des garanties d'origine émises n’importe quand dans l’année pour couvrir la consommation de leurs clients, soit sur le marché de gré-à-gré directement auprès des producteurs, soit en passant par les enchères de l’État chaque mois de l’année,.
Cependant, le prix de la garantie d’origine descendait parfois sous la barre des Modèle:Euto, et les producteurs n’étaient pas suffisamment rémunérés pour pouvoir développer de nouveaux moyens de production.
L'article R314-66 du Code de l'énergie a introduit pour le 1er janvier 2021 le fait que la garantie d'origine consommée devait provenir d'une production du même mois que sa date d'émission. La version de novembre 2023 reprend cette imposition à l'article R311-64.
Les acteurs devaient désormais trouver des producteurs dont la production pouvait couvrir la consommation de leurs clients mois par mois ou enchérir chaque mois aux enchères, alors même que les garanties d'origine d’un mois de production pouvaient vite être épuisées.
Comme en début d’année 2020, la totalité du volume mis aux enchères par l'État a été vendu. Compte tenu de la soudaine hausse des prix dès janvier 2021, l'État a décidé en février 2021 de porter de 50 % à 75 % le volume total de garanties d'origine mis en vente. Les acteurs n’ayant pas pu s’approvisionner aux enchères ont donc été obligés d'acheter des garanties d'origine plus chères sur le marché de gré-à-gré, d'où, au premier trimestre 2021, un doublement des prix moyens de la garantie d'origine en France et même en Europe par rapport à 2020. De fait, le prix de la garantie d'origine passait en France d'une moyenne inférieure à 0,20 € à plus de 0,40 € avant de se tasser en mars.
Sur le premier semestre, malgré une offre surabondante, les prix en gré à gré, c’est-à-dire sans interlocuteur entre l’acheteur et le vendeur, se sont maintenus sensiblement au même niveau avant d'augmenter fortement à partir de juin jusqu'à atteindre 1,15 €, puis de redescendre à 0,80 € en décembre.
Plusieurs facteurs avaient contribué à cette augmentation.
Tout d'abord, une chute de la production d’électricité d’origine hydraulique dans les pays nordiques alors que les garanties d'origine d’hydraulique nordiques étaient les plus demandées sur le marché et les plus abondantes.
Ensuite les demandes des consommateurs, particuliers et entreprises, portant de plus en plus sur des offres de fourniture d’électricité "verte" de plus en plus compétitives, combinées aux possibilités de cibler des garanties d'origine spécifiques, avec une technologie de production et une région particulières, voire même une centrale de production définie, ont amené des acheteurs à proposer des prix plus élevés pour s’assurer de récupérer les garanties d'origine souhaitées.
Le couplage entre mois d'émission d'une garantie d'origine et mois de production de l'électricité a été suivi par un autre changement majeur à l'été.
Le Code de l'énergie à l'article L311-25, dans sa version du 1er juillet 2021, a introduit la possibilité d’émettre, via la disposition dite "full production disclosure" ou "traçabilité intégrale de la production", des garanties d'origine produites à partir de sources d'énergie primaire. L'objectif est de permettre aux fournisseurs d'informer complètement leurs clients sur l'origine de l'électricité qu'ils délivrent. Toutefois, seules les garanties d'origine portant sur des énergies correspondant à des sources considérées comme renouvelables, définies à l'article L211-2, certifient l'origine renouvelables des sources d'électricité.
Il faudra cependant attendre le décret 2023-1048 du 16 novembre 2023 pour que la mise en application de cette disposition soit intégrée dans le Code de l'énergie aux articles R311-48 à R311-74.
La loi n°2021-1104 du 22 août 2021 modifie le Code de l'énergie pour :
- reconnaître les garanties d'origine de sources non renouvelables en provenance des autres États membres de l’Union Européenne et, sous certaines conditions, celles émises par un état tiers si l’Union européenne a conclu un accord avec cet état (article L.311-22 du Code de l’énergie) ;
- ouvrir aux producteurs d’énergie renouvelable bénéficiant d’un soutien public la possibilité d’acheter des garanties d’origine issues de leurs installations (article L.314-14 du code de l’énergie) ;
- prévoir la possibilité pour les communes, groupements de communes ou métropoles hébergeant sur leur territoire une installation d'énergie renouvelable bénéficiant d’un soutien de l'État d'obtenir à titre gratuit tout ou partie des garanties d'origine associées à cette installation (article L.314-14 du Code de l’énergie) sans possibilité de les vendre ;
- rendre automatique l'inscription des installations bénéficiant d'un soutien public sur le registre des garanties d'origine en vue de la mise aux enchères des garanties d'origine au bénéfice de l'État (article L.314-14 du Code de l’énergie).

En définitive, en France, sur l’année 2021 complète, en vendant la totalité du volume de garanties d'origine qu'il avait proposé – soit 43,3 TWh, au lieu de 15,7 Wh en 2020 -, l’État gagne plus de 28 millions d’euros, 10 fois plus qu’en 2020.
En détaillant au niveau des régions, Grand Est et Hauts-de-France, où l'installation massive d'éolienne est facilitée par la géographie, sont les plus émettrices de garanties d'origine. À l'autre extrémité, l'Île-de-France, compte tenu de son aménagement urbain, est la région la plus faiblement émettrice. Auvergne-Rhône-Alpes (ARA), la Nouvelle-Aquitaine et l’Occitanie, ont des mix plus diversifiés.

### Une demande toujours en augmentation et une sécheresse en 2022 impactent les prix
Alors que la tendance haussière de la demande de garanties d’origine se maintient, 657 TWh en 2022 en Europe, pour 67 TWh en France dont 48 TWh vendues aux enchères par l’état pour une recette de 165 millions €, la sécheresse estivale de l’année 2022 réduit drastiquement la production d’électricité des barrages hydrauliques. Ce déficit, compensé en partie par les nouvelles productions d’éoliennes et de panneaux photovoltaïques n’empêche pas une envolée des prix unitaires.
Au niveau international, la demande allemande de garanties d'origine est largement supérieure à celles des autres pays européens, elle est même plus de deux fois supérieure à celle de la France. La faible quantité d’émissions de garanties d’origine en Allemagne tient au fait qu’une large partie des garanties d'origine allemandes n’est pas émise ou est issue d’une production subventionnée dont l’émission de garanties d'origine est interdite. L’Autriche, la Suisse et les Pays-Bas sont aussi importateurs de garanties d'origine. Les pays nordiques, avec la Norvège en tête, sont quant à eux les principaux exportateurs de garanties d'origine en Europe, devant la France (26 TWh) et l’Italie.

### Point en 2023
Le fort développement de la demande des consommateurs de tous types, entreprises, collectivités et consommateurs résidentiels, pour l’électricité renouvelable, a contribué à une hausse du prix des garanties d’origine. Le prix moyen des garanties d’origine vendues aux enchères en France s’est établi à 4,39 € en 2022 mais a constamment augmenté jusqu'à atteindre plus de 10 € fin 2022.
En 2023, le prix des garanties d'origine se stabilise pendant trois trimestres autour de 7 à 8 € avant qu’une baisse s’amorce autour de septembre 2023 où les prix ont chuté de plus de 67 % de leur valeur pour atteindre un prix de 3,25 € en janvier 2024 pour les garanties d’origine à émettre en 2024 et 2025.
De nombreux facteurs contribuent à un volume important de garanties d'origine disponibles sur le marché, donc à la baisse des prix des garanties d'origine dans la zone d'échange AIB : le retour à une production hydraulique normale en 2023, l’investissement renforcé dans l’éolien et le photovoltaïque, la sortie du Royaume-Uni, traditionnel gros importateur de garanties d'origine, des marchés de garanties d'origine de l'Union européenne et enfin la baisse de consommation électrique liée à la hausse des prix.
Sur le marché lui-même, la série d’enchères étatiques du Portugal, de la France et de l’Italie notamment ont contribué à cette abondance, renforcée par des exercices d’enchères ratés en Italie, entraînant l’accumulation de 13 TWh d’invendus.

## Contribution au développement des énergies renouvelables
Dans sa délibération de septembre 2023, la Commission de régulation de l'énergie s'est intéressée à l'impact des garanties d'origine sur le développement des énergies renouvelables.
La valeur marchande de la garantie d'origine assure un revenu aux producteurs exploitant des installations de production d’électricité à partir de sources d’énergie renouvelables non soutenues par l'État, ou à l'État en contrepartie de l’aide financière apportée aux installations soutenues, obligation d’achat ou complément de rémunération.
La contribution effective des garanties d'origine au développement des énergies renouvelables dépend du type d’installation considéré :
- s’agissant des actifs soutenus par l'État, les recettes issues de la vente aux enchères des garanties d'origine contribuent au budget de l'État et donc au financement des énergies renouvelables ;
- s’agissant des autres actifs existants, la vente par les exploitants des garanties d'origine constitue un revenu supplémentaire à ceux issus des marchés de l’énergie, mais n’a pas contribué en tant que tel au développement initial de ces mêmes actifs ;
- s’agissant des nouveaux actifs renouvelables se développant en dehors de tout schéma de soutien, les revenus anticipés issus de la vente de la garanties d'origine peuvent contribuer au bouclage du projet.

L’augmentation du prix des garanties d'origine ces dernières années est susceptible, outre sa contribution directe au budget de l'État, de faciliter le développement des Power Purchase Agreements (PPA) et donc l’atteinte des objectifs nationaux de développement des énergies renouvelables sans risque pour le budget de l'État.
Toutefois, la Commission de régulation de l’énergie estimait en septembre 2023 qu'en l’absence de marché stable des garanties d’origine et sans valeur de long terme, il n’était pas garanti que le marché des garanties d'origine soit en mesure d’adresser des signaux économiques suffisants pour inciter au développement des énergies renouvelables au rythme visé par les pouvoirs publics.